# Randomizzazione mendeliana
La randomizzazione mendeliana o (MR), in epidemiologia, è un metodo che utilizza la variazione misurata nei geni per esaminare l'effetto causale di un'esposizione su un risultato.
Sulla base dei presupposti chiave, il disegno riduce sia la causalità inversa che i fattori di confondimento, che spesso ostacolano o fuorviano sostanzialmente l’interpretazione dei risultati degli studi epidemiologici.

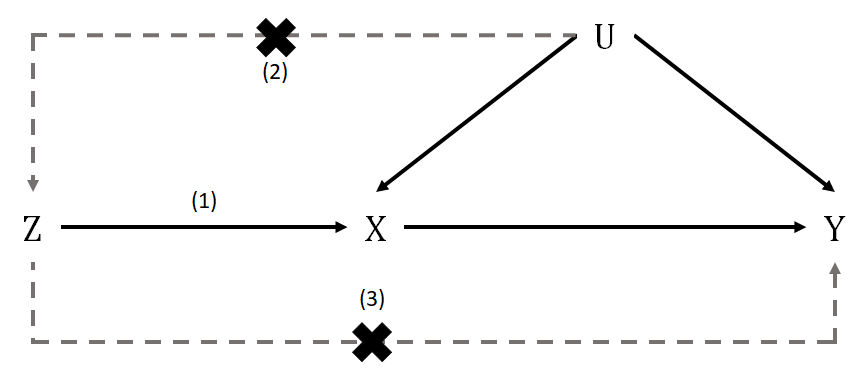
Grafico aciclico diretto: che tradizionalmente viene utilizzato per rappresentare il quadro di randomizzazione mendeliana e le sue ipotesi fondamentali. sono le varianti genetiche, è l'esposizione, è il risultato di interesse, e sono possibili fattori di confondimento.

Il metodo di randomizzazione mendeliana si basa su due principi derivati dal lavoro originale di Gregor Mendel sull'eredità genetica.

## Caratteristiche
La randomizzazione mendeliana può essere considerata analogo ad un RCT in natura.
La randomizzazione mendeliana è fondamentalmente un metodo di stima delle variabili strumentali proveniente dall'Econometria. 
Il metodo utilizza le proprietà della variazione genetica germinale (solitamente sotto forma di polimorfismi a singolo nucleotide o SNP) i quali possono essere fortemente associate a una presunta esposizione, diventando un "proxy" o uno "strumento" per tale esposizione, ciò allo scopo di testare e stimare un effetto causale dell'esposizione sui dati osservati per un risultato di interesse.
Va osservato che il genotipo deve influenzare lo stato della malattia solo indirettamente attraverso il suo effetto sull'esposizione considerata in esame; ad esempio, l'aumento del colesterolo nel sangue.

## Definizione
La randomizzazione mendeliana richiede tre ipotesi fondamentali sulle variabili strumentali, esse sono:
a) Le varianti genetiche utilizzate come strumento per l'esposizione sono associate all'esposizione. 
- Questo è noto come presupposto della “rilevanza”.

b) Non esistono cause comuni (vale a dire fattori confondenti) della/e variante/i genetica/i e dell'esito di interesse. 
- Questo è noto come presupposto di “indipendenza” o “scambiabilità”.

c) Non esiste un percorso indipendente tra la/e variante/i genetica/e e il risultato se non attraverso l’esposizione. 
- Questo è noto come presupposto della "restrizione di esclusione" o "nessuna pleiotropia orizzontale".

## Applicazioni
Uno dei campi più promettenti per l'utilizzo delle tecniche MR, è quello della scoperta di nuove indicazioni a farmaci noti.